# Rebra, Bistrița-Năsăud
Rebra (în maghiară Nagyrebra, germană Gross-Rebern) este satul de reședință al comunei cu același nume din județul Bistrița-Năsăud, Transilvania, România.

## Așezare geografică
Se află pe DJ 172B, la 10 km de Năsăud.
Rebra este situată pe valea râului Rebra ce se varsă în Someșul Mare, în partea central-nordică                                             a județului, fiind mărginită la nord cu teritoriul comunei Parva, la vest cu teritoriul comunei Rebrișoara, la sud cu teritoriul comunei Rebrișoara și al comunei Feldru iar la est cu teritoriul comunei Feldru.
Rebra se încadrează în următoarele coordonate geografice:
- latitudine nordică : 47˚ 24′ 30″ ;
- latitudine sudică   : 47˚ 17′ 30″ ;
- latitudine estică    :24˚ 43′ 30″ ;
- latitudine vestică  : 24˚ 34′ 00″

Ca amplasare, localitatea Rebra se află în zona Carpaților Orientali, între munții Rodnei și Țibleșului în partea de nord și munții Suhardului și Bârgăului spre sud-est.
Încadrarea teritorială a localității în apropierea munților mai sus amintiți a determinat structural schimbarea funcțiunii economice în special a reliefului și climei. Cei mai influenți sunt munții Rodnei fiind cei mai apropiați de această zonă, având aspect de munți alpini, de munți înalți cu structură zonală.
Teritoriul localității se încadrează în aria de polarizare a orașului Năsăud.
Funcțiile dominante ale zonei în care se află satul Rebra sunt:
- agricultura – dominantă – creșterea animalelor;
- exploatarea pădurilor – ca funcție secundară.

Distanța de orașul Năsăud, centrul de polarizare este de cca. 10 km, distanță relativ mică, de influență a satului în dezvoltare economică, iar față de Bistrița de cca. 35 km.
Drumul principal de circulație este DJ. 172 B, care face legătura ultimei localități din această zonă – Parva, cu orașul Năsăud și drumul județean 172 ce duce spre comuna Șanț și județul Suceava prin Cârlibaba.

## Scurt istoric
Așezată pe valea râului Rebra, cel mai lung afluent nordic al Someșului Mare, la 5 km de confluență, Rebra are o istorie legată insolubil de istoria satelor românești care din vremuri îndepărtate au alcătuit colțul de țară românesc, de la poalele munților Rodnei, numit în documentele oficiale „Terra Naswod” , „Vallis Rodnensis”, iar din anul 1475 „Vallis Valahalis”.
Localitatea, una dintre cele mai vechi din ținut, era denumită Rebra în anul 1245‚ „Rivulus Rebrae” în 1380‚ „Felso Rebra” (Rebra de sus ) în anul 1440‚ „Posesio Rebrew” în 1450‚ „Dorf Genanut Rebre” în 1502‚ „Klein Rebre” în 1601‚ „Nogy Rebra” în 1717 și în 1733‚ „Răbra Mare” în 1803, iar apoi din nou Rebra, nume pe care îl păstrează și astăzi.
Majoritatea cercetătorilor toponimiei localităților someșene, când au ajuns la originea numelui Rebra l-au explicat ca provenind din paleoslavul „Rebro”- creastă de munte. Este explicația pentru care optăm și noi, cu atât mai mult cu cât, încă de la intrarea pe valea Rebrei, privind pe vale în sus, oricine poate observa colina cu numele Vârful Rău, ce parcă susține bolta cerească, ale cărei poale pornesc chiar din centrul satului.
Localitatea Rebra este atestată în anul 1245, în documentul prin care regele ungur Bella al IV-lea însărcina pe comitele secuilor să administreze localitățile din Valea Rodnei, între care și „Rebra” iar din venituri să plătească la tezaur 130 mărci de aur .
Primul document istoric cuprinzător cu bogate informații despre Rebra și locuitorii săi, este „Conscripția Fiscală” din 1750, întocmită de senatorii bistrițeni Samuel Schuler și Georgius Decani.
Iată cum descriau aceștia comuna Rebra: 
„Localitatea este situată între munți într-o vale de fertilitate mediocră. Locuitorii obișnuiesc să se hrănească cu produse de la vite și din hainele țesute din lîna de oaie, care sunt vandute în oraș și în alte locuri din provincie. Alt comerț nu fac. Se ară cu patru boi, din cauza altitudinii, pămantul nu poate fi îngrășat decat cu bălegar. O cablă la însămanțarea de toamnă produce într-un an cu fertilitatea medie de doi snopi de cate 40 de maini fiecare însemnand 2,1 pe 2 mierțe. O cablă la semănăturile de primăvară produce 6 snopi de câte 30 de mâini, fiecare snop de 2-3 mierțe. Terenurile arabile de 16 cable și fanețele de 50 de căruțe se cultivă și se însămânțează în fiecare an. Pădurile și pășunile sunt suficiente. Acest sat este la o distanță de 2 mile de oraș. Locuitorii posedă câteva pământuri în teritoriul altor sate: Feldru, Rebrișoara, și Vărarea, care sunt notate la acele localități, străinii posedă pământuri în localitate în felul, dreptul și numărul cum se va arăta mai jos”—Traducerea din l. Latină aparține domnului Nussbacher, specialist la Arhivele din Sibiu .
În anul 1947 s-a întocmit un recensământ al satelor ardelene, după modelul celui din anul 1941 din vechiul regat. Spicuim din acest document câteva date și descrieri ale localității Rebra.
- Așezarea satului Rebra:
  - la deal și la munte, de-a lungul râului Rebra;
  - conformația terenului: este parte deluros, parte muntos, parte pe lunca râului, terenul este nisipos-stâncos stricat de ploi și torente.
- Căi și mijloace de comunicații:
  - așezat pe șoseaua Rebrișoara - Parva;
  - depărtat 10 km de reședința de plasă Năsăud;
  - cel mai apropiat spital: 32 de km; cel mai apropiat medic: 10 km;
  - există telefon;
  - oficiul poștal- 10 km;
  - gară - Rebrișoara-5 km stație autobuz - Podul Rebrei- 5 km
- Înfățișarea satului;
  - răsfirat
  - lungimea satului de la un capăt la altul 7,4 km
  - lățimea 1 km
- Când a fost înființat:
  - cu aproximație în anul 785
- De cine a fost înființat:
  - de oameni refugiați din fața năvălirii  tătarilor (familia Capotă)
- Teritoriul satului:
  - total 7970 iugăre
  - din care: Vatra Satului 11 iugăre;
  - Agricol: 1261 iugăre;
  - Grădini 72 iugăre;
  - Pășuni: 986 iugăre;
  - Fânețe: 3475 iugăre;
  - Pădure: 2022 iugăre;
  - Neproductiv: 143 iugăre;
- Ocupația locuitorilor:
  - plugari și crescători de oi și de vite;
  - gospodării lipsite de pământ: 75 familii, jumătate nu au pământ deloc;
- Alimentația:
  - locuitorii satului se hrănesc numai cu mămăligă;
- Stare sanitară:
  - 35 locuitori gușați;
- Stare culturală:
  - există școală înființată în 1807;
  - biserică clădită în 1905;
- Abonați la ziare:
  - nici un locuitor[4].

Dacă privim configurația actuală a satului Rebra ne dăm seama că această denumire ’’colina’’ corespunde cel mai bine. Actuala localitate a suferit în mai puțin de un secol o schimbare radicală din punct de vedere geografic și în prezent este o micro-depresiune, drenată de râul care îi poartă numele, înconjurată de dealuri, coline mai abrupte în partea de apus și mai moale în răsărit.

## Cadrul natural

### Relieful
Ținutul nord-estic al Transilvaniei cu localitățile sale românești așezate în partea de sus a Someșului Mare încă din timpurile cele mai vechi a format un corp distinct sau a făcut parte integrantă a vreunui județ învecinat. În cele dintâi documente istorice el poartă denumirea de „Districtus Rodnensis” sau „Vallis Rodnesis”.
Teritoriul pe care se întindea Districtul Năsăudului este situat în nord-estul Ardealului între 22  – 23  – 10  longitudine estică și între 46  52 ” – 47  38 ” latitudine nordică, având o extensiune totală de circa 3200 km pătrați și un pronunțat caracter muntos. Partea nordică și estică învecinată cu Maramureșul, Bucovina, Moldova ( Jud. Suceava) este acoperită de un lanț de munți înalți aparținând Carpaților din care se ramifică o întreagă rețea de munți și dealuri cu văi în mare parte strâmte și adânci prin care curg o mulțime de râuri, vâlcele și pâraie.
Acest complex muntos se împarte în două grupuri: Munții Rodnei și Munții Bârgăului.
Dintre piscurile cele mai înalte ale primului grup menționăm Țibleșul (1842 m), Obârșia Rebrei (2056 m), Craia (1660 m), Rabla (1902 m), Ineul (2280 m).
Caracterele geologice se pot rezuma la următoarele: în regiunile muntoase roci cristaline, după care topografia locului ne indică sedimente terțiare (care abundă pe teritoriul comunei Rebra), mai vechi și mai noi (gresii paleogene și neogene, conglomerate, calcare). Se pare că Vf. Pietriș de pe raza comunei ar fi format după toate probabilitățile din roci calcaro-cristaline pe care timpul le-a fărâmițat și le-a făcut să curgă dinspre bază.
Faptul acesta a făcut ca tradiția locală populară să amintească și o legendă despre niște uriași care locuiau aici și a căror palat de marmură ar fi fost sfărâmat de oameni.
Ceea ce este adevărat e faptul că agenții externi (vântul, ploaie, îngheț, dezgheț), au erodat dealul, iar urmele de eroziuni se văd și astăzi sub forma unor pietricele mici, subțiri, de culoare albă.
De-a lungul văilor se pot urmări terase, precum și sedimente diluviale și aluviale.

## Rețeaua hidrografică
Este formată din numeroase pâraie și este tributară râului Rebra.
Pâraiele sunt:
- pe dreapta: Brădățelul,Pârâul Mănăstirii, Valea Poienii,Valea Pietrii,Valea    Lazului, Pârâul Treheș, Pârâul Corbului, Pârâul Mărul lui Ion, Pârâul Bădiții;
- pe stânga: Valea Lungă, cu afluenții mai importanți Valea Runcului, Valea Babii, Valea Ursului, Valea Plaiului, Valea Lupului, Valea Alacului, etc.

Râul principal Rebra udă teritoriul satului pe o lungime de 8 km. Albia și malurile sale au suferit degradări în urma numeroaselor inundații din anii 1888, aprilie 1913, 4-7 aprilie 1932, 1933, 1958, 1970, 1974 când debitele au fost maxime.
Din analiza materialelor hidrometrice disponibile s-a ajuns la concluzia că debitele maxime din cuprinsul văii Rebrei au proveniență diferită; din ploi în perioada iunie –iulie; din topirea zăpezilor din decembrie - mai, când odată cu ploile se produce și topirea intensă a zăpezii acumulate iarna, generând perioada apelor mari de primăvară cu frecvența și volumul cel mai ridicat.
Debitul mediu al râului Rebra era în 1900 de 0,73 m/s. Potențialul energetic este astăzi de aproximativ 15.700 km, iar liniar 2.800kw/km.
În memoria sătenilor se păstrează încă vie hidoasa stihie a inundațiilor din 1970, când apele au depășit albia majoră provocând distrugerea unor însemnate suprafețe din terenurile arabile.
Alunecările de teren constituie fenomene frecvente în perioada ploilor de primăvară și toamnă.
S-au înregistrat ani când apele râului Rebra prin revărsare, datorită viiturilor din ploile torențiale au inundat zone provocând eroziuni de mal.
Locuitorii satului Rebra se aprovizionează cu apă din fântâni de tip rural. Aceste fântâni sunt amenajate rudimentar, amplasate întâmplător și lipsite de perimetrul de protecție sanitară.
Apele din precipitații se scurg pe versanții naturali și prin șanțurile drumurilor.

## Clima
Se înscrie în zona climatică a Munților Rodnei.
Potrivit datelor meteo înregistrate, media lunară și anuală a temperaturii se prezintă astfel :
I	II	III	IV	V	VI	VII	VIII	IX	X	XI	XII	
Anual
-4	-3	3	4	12	15	19	19	14	8,8	6,2	-7	9,8
Această zonă primește precipitații care depășesc 1000 m anual iar gradul de nebulozitate crește la peste 0,6. Regimul temperaturilor este caracterizat prin diferențieri substanțiale ale gradienților pe verticală condiționată de creșterea altitudinilor.
Temperatura medie anuală are cifra de 9,8˚C. În privința temperaturilor extreme s-a constatat că izotermele lunii cele mai reci sunt de minus 7˚C, iar ale lunii cele mai calde (iulie) de +19˚C.
Datele medii de apariție și de dispariție a valorilor diurne sub 0˚C oscilează în jurul zilei de 10 noiembrie și dispare în prima decadă a lunii martie, astfel că temperaturile negative țin aproximativ 110 zile.
Vântul predominant este cel de vest cu schimbări evidente ale direcțiilor, de la vară la iarnă.
Viteza vântului este de 3,1 m/s și se intensifică în lunile aprilie –iunie , iar în lunile noiembrie -  decembrie se reduce .
Precipitațiile sunt repartizate diferențial în funcție de anotimpuri : iarna 15 – 19%, primăvara 27- 30%, vara 40 – 47 % și restul toamna.
Documentele de arhivă ne arată că actualul teritoriu al comunei Rebra a fost bântuit în vechime de puternice precipitații sub formă de ploi violente însoțite de grindină. Astfel în anul 1757 întreg teritoriul comunei a fost distrus de grindină.

## Solurile
Din analiza a 34 profile principale și a profilelor de control din fiecare unitate de teren s-au identificat următoarele tipuri de varietăți de sol :
- sol brun de pădure slab podzolit – 13%
- sol brun gălbui slab podzolit – 87%

Din punct de vedere al conținutului de schelet, repartiția este următoarea :
- soluri slab – schelete : 528 ha = 31,6%
- soluri semi – schelete : 1122ha = 68%
- soluri schelete : 8 ha = 0,4%

Solurile cele mai predominante sunt cele podzolice, precum și solul brun roșcat de pădure în general cu slabă productivitate, necesitând multă cantitate de îngrășământ pentru a da roade.
În subsol există indici de existență de lignit superior în bazinul Valea Lungă.
Tipurile de stațiune de productivitate inferioară sunt determinate de particularitățile solului, suprafața lor redusă nu influențează productivitatea arboretelor.

## Vegetația și animalele
Vegetația cuprinde păduri de foioase în special de fag, păduri de conifere, pajiști alpine și fânețe.
Făgetele constitue formațiunea dominantă și anume de 80%.
În afară de masa lemnoasă sunt produsele nelemnoase cum sunt fructele de pădure.
În compoziția arboretelor existente în teritoriul, pe lângă făgete se mai întâlnesc și următoarele specii : carpen, paltin, plop, cireș, meri, salcie, tei, etc. Subarboretul este compus în special din păducel, măceș, alun etc. În ultimii ani pe teritoriul așezării s-au efectuat împăduriri puține, în timp ce tăierile au fost imense.
Fauna este reprezentată prin numeroase specii de animale ca: iepuri, vulpi, mistreți, urși, căprioare. În secolul al XVIII– lea este semnalată prezența pe teritoriul Rebrei a zimbrului, vestitul patruped din pădurile moldovene. Așa de pildă în hotarul satului o parte poartă denumirea de  „Tăul Zâmbrului” sau  „Zâmbrița” de unde se vede că și în timpul când s-au dat acest nume zimbrul era rar prin acele locuri.

## Structura  populației
Populația satului la întâi ianuarie 1972 era de 2848 locuitori din care 1437 (50,4%) erau bărbați iar 1411 femei (49,6%) 
Populația de perspectivă a localității Rebra s-a calculat în funcție de  sporul natural furnizat de direcția județeană de statistică și Consiliul Popular Comunal la nivelul anului 1985. Estimarea acestui indicator se întemeiază atât pe factori naturali – demografici cât și pe cei social – economici.
Se apreciază că în viitor, dezvoltarea orașului Năsăud va influența emigrarea unei părți din populația activă a localității în funcție de cerințe de forță de muncă. Cu toate acestea, sporul natural determină creșterea numărului de locuitori și se apreciază că cea mai mare parte din forța de muncă să fie reținută în localitatea Rebra în funcție de resursele naturale ce se vor înființa (Parva, Rodna și altele).
Localitatea Rebra ca unitate administrativ – teritorială, numără conform recensământului din anul 2002 un număr de 3071 locuitori, toți de naționalitate română.
Din punct de vedere confesional se împart în :
- ortodocși : – 2128 locuitori ;
- penticostali : – 714 locuitori ;
- adventiști de ziua a șaptea:  - 177 locuitori ;
- creștini după Evanghelie : – 12 locuitori ;
- martori ai lui Iehova : – 12 locuitori ;
- fără religie : – 3 locuitori ;
- greco – catolici : -  2 locuitori ;
- atei : 2 locuitori ;

Populația locuiește în 738 de clădiri care cuprind 810 locuințe.
Conform ultimului recensământ din anul 2021, populația rezidentă este de 2785 de locuitori

## Căile de comunicație și mijloacele de transport
Calea principală de comunicație în satul Rebra este cea rutieră, care este reprezentată de D.J.172 B. Rebrișoara – Parva, drum pe care se asigură transportul auto de orice natură, făcând astfel legătura dintre localitatea Rebra cu drumurile naționale și europene, ca de altfel și cu mijloacele de transport feroviare, cea mai apropiată gară fiind situată la 7 km de localitate, respectiv cea din satul vecin, Rebrișoara.
Din Rebra către orașele Năsăud și Bistrița, se poate ajunge cu autobuzele unei firme particulare care transportă zilnic un număr foarte mare de elevi și muncitori la diferite întreprinderi din aceste orașe cât și alte categorii de cetățeni.
Spre Bistrița în zilele lucrătoare există următoarele curse : 
- spre Bistrița la orele : 5,00 ; 6,30 ; 13,30 ; 17,00;
- spre Rebra la orele : 9,00 ; 12,00 ;  17,00;  19,20;

## Activități economice
Zona de amplasare a satului Rebra se caracterizează prin funcțiuni mixte în raport cu activitatea ce se desfășoară :
- agricultura – dominantă creșterea animalelor ;
- exploatarea pădurii – funcțiune secundară ;
- cazarea forței de muncă active, care determină relațiile dintre localitate și celelalte localități învecinate.

## Agricultura
Funcțiunea localității o constitue agricultura reprezentată prin creșterea animalelor și a suprafețelor agricole strict necesare.
Structura  fondului funciar de suprafețe de folosință
Teren agricol :	2307	50,40%
Arabil 	503	
Pasuni 	782	
Fanete	1022	
Padure	1658	36,20%
Alte suprafete	616	13,40%
Total	4581	100%
Se constată că agricultura ocupă peste 50% din totalul  fondului funciar, ceea ce caracterizează funcțiunea dominantă a locuitorilor din această zonă și care asigură posibilitățile de existență, dacă luăm în considerare ponderea suprafețelor ocupate de fânețe și pășuni ( circa 80%) din terenul agricol.
Terenul arabil este cultivat în mare măsură de cartofi, porumb, grâu și legume de grădină.
Suprafețele de pășuni și fânețe sunt folosite de către populația care este integrată în agricultură pentru creșterea animalelor.
La ora actuală potrivit ultimului recensământ al animalelor locuitorii satului Rebra dețin  următoarele efective de animale :
- bovine : 975 capete ;
- porcine :503 capete ;
- ovine :4691 capete ;
- păsări : 15530 capete ;

## Industria
Localitatea Rebra fiind situată  într-o zonă deluroasă cu accent montan, industria este reprezentată doar de câteva societăți cu răspundere limitată care desfășoară cu preponderență activități de exploatare și prelucrare a lemnului.

## Comerț și servicii
Activitățile din comerț și servicii către populație la nivelul localității Rebra sunt asigurate prin unitățile Cooperației de Consum Rebra, societăți comerciale care au ca activitate principală aceste obiecte de activitate, precum și de persoane independente și asociații familiale autorizate în condițiile legii.
Aceste activități sunt realizate într-un mod mulțumitor în funcție de necesitățile populației.

## Cadrul antropic
Activități desfășurate în cadrul așezării
Administrație
Potrivit articolului 120 din Constituția României „Autoritățile administrației publice locale, prin care se realizează autonomia locală în comune și orașe, sunt consiliile locale și primarii aleși, în condițiile legii”.
Potrivit prevederilor articolului 21 (1) din Legea    Administrației publice Locale numărul 215/2001, autoritățile administrației publice locale prin care se realizează autonomia locală în cadrul comunei Rebra sunt Consiliul Local al comunei Rebra ca autoritate deliberativă și Primarul ca autoritate executivă.

## Primăria Rebra
Consiliul Local are un număr de 13 consilieri și își desfășoară activitatea în plen și pe comisii.
Pentru buna desfășurare a Consiliului Local s-au constituit un număr de 3 comisii de specialitate pe principalele domenii de activitate:
- Comisia economică - pentru programele de dezvoltare economico – socială, buget – finanțe, administrarea domeniului public și privat al comunei, agricultură, gospodărire comunală, protecția mediului;
- Comisia socială – pentru învățământ, sănătate, cultură, culte, protecția socială, activități sportive și de agrement;
- Comisia administrativă – pentru administrația publică locală, amenajarea teritoriului și urbanism, apărarea ordinii și liniștii publice, relații cu cetățenii;

Mandatul Consiliului Local este de 4 ani. Consilierii își exercită mandatul de la data depunerii jurământului până la constituirea noului Consiliu Local ales.
Primarul este autoritatea publică locală. Este șeful administrației publice locale ale și al aparatului propriu al consiliului local al comunei Rebra, pe care îl conduce și coordonează. Primarul răspunde de buna funcționare a administrației publice locale în condițiile legii.
Primarul este ales în condițiile legii 70/1990 cu modificările și completările ulterioare, având un mandat cu o durată de 4 ani.
În urma alegerilor din 6 iunie 2004 în funcția de primar al comunei Rebra este numit Danci Ștefan.

## Serviciile publice
Rețele telefonice sunt administrate de RomTelecom Bistrița. Activitatea telefonică este asigurată de o centrală telefonică digitală. Numărul abonaților din localitate este de 200. În sat funcționează trei posturi publice de telefonie, unul în centrul localității, unul în partea de vest și unul în partea de nord a localității în incinta Mănăstirii Sf. Apostol Petru și Pavel.
Serviciile poștale sunt asigurate prin Direcția Regională de Poștă Cluj, printr-o singură agenție de poștă având un singur angajat.
Serviciul public de televiziune și radio este realizat prin mijloace proprii de recepție ale cetățenilor și instituțiilor publice. 
Există începută la parametrii mici în comparație cu cerințele actuale, rețea de televiziune prin cablu, care necesită să fie extinsă și adusă la parametrii normali de funcționare.

## Cultura
În Rebra putem spune că activitatea folclorică a existat din totdeauna, folclorul autentic s-a manifestat cu prilejul unor evenimente din viața locuitorilor acestei localități, ca de altfel și în cadrul manifestărilor agrare, agricultura fiind activitatea principală a locuitorilor satului.
Activitatea culturală se desfășoară în cadrul Căminului Cultural Rebra vechi edificiu local, construit la sfârșitul secolului al XIX-lea. În anii de după al doilea război mondial, corul mixt condus de talentatul învățător Gheorghe Sava a adus numeroase premii județene și naționale. În perioada de după revoluția din 1989, în cadrul Căminului Cultural și-a desfășurat activitatea ansamblul de cântece și dansuri „Doina Rebrei”, care a înregistrat numeroase succese la nivel județean, național și internațional, fiind înființat de prof. Vasile Bîrte și instructorul coregraf Vasile Călini. În prezent acest ansamblu se află în faza de reorganizare, căutându-se tinere talente din rândul elevilor de ciclul primar și gimnazial de la școala din localitate.
Sub același acoperiș cu Căminul Cultural funcționează Biblioteca Comunală care stinge setea de carte  a locuitorilor satului Rebra. Biblioteca deține un fond de carte de peste 11.000 de volume care se distribuie prin grija deosebită a bibliotecarului Ioan Florin Bachiș .
În prezent școala generală deține și ea un fond de carte de peste 2.000 de volume care au principala destinație pentru elevii și cadrele didactice a școlii din localitate.

## Învățământ
Școala de azi cu multiplele ei realizări, are rădăcini adânci în trecutul istoric al învățământului, reprezentând o continuare și o realizare pe o treaptă superioară a tradițiilor  înaintate ale acesteia. Învățământului românesc în cuprinsul județului Bistrița-Năsăud, sub forma unor școli obștești, este mai veche decât acela din școlile înființate conform legiferărilor atestate documentar.
Informații certe, bazate pe documente de arhivă, cu privire la școala din comuna Rebra există după anul  1829, când în baza unui ordin  al Consiliului de război de la Viena, aici, ca în toate localitățile componente ale Regimentului II de graniță năsăudean s-au înființat școli primare finanțate din fonduri comunale.  
În aceste condiții, se știe că între 1 noiembrie 1842 - 27 noiembrie 1848 învățător în Rebra era Isac Nășcuț originar din Năsăud, absolvent al cursului preparandial, care după plecarea din Rebra a fost învățător la Școala normală din Năsăud, transferat apoi pentru a sprijini procesul de învățământ la Școala Trivială din Monor, unde se găsea în anul 1869 împreună cu soția sa Firoana și fiul său Leon. După Isac Nășcuț, timp de doi ani școlari, între 1848-1850, copiii rebreni au fost învățați de către Clement Login, un tânăr de 19 ani originar din Nepos, iar în anul școlar 1850-1851 de către Ioan Anuță, absolvent al cursurilor de învățători în vârstă de 18 ani, localnic, fiu al lui Larion Anuță. Controlând, situația școlii din Rebra și activitatea învățătorului Ion Anuță,în primăvara anului 1851, Moise Panga, directorul Școlii normale greco-catolice din Năsăud, care era și inspector școlar, în analiza inspecției făcute, menționa: 
"Motivul vizitării școlii în primăvară a fost indiferența, deoarece și înainte părinții copiilor de școală luau în primul rând în considerare creșterea animalelor. Însă prin activitatea și prin zelul constant al învățătorului cu pregătire pedagogică Ioan Anuță, care predă materiile, inclusiv religia, temeinic, conform metodei și cu dăruire excepțională, progresele întrec toate așteptările. În mod favorabil și lăudabil, nici o materie nu a rămas neepuizată. Acest învățător activ a realizat mai mult într-un an școlar decât predecesorii săi în anii dinainte. Din păcate salariul său anual este de doar 28 de florini și se va vedea obligat să solicite pentru următorul an școlar post de învățător în altă localitate. Comuna nu posedă îndeajuns mijloace bănești pentru a susține un asemenea învățător destoinic".
Următorul învățător localnic ce apare inscris în documentele aflate în Arhivele Naționale, Direcția județeană Bistrița-Năsăud este Toma Burte(Bârte), care a funcționat între anii 1851-1862, învățând copiii rebrenilor în localul vechi construit în anul 1819. Documentul istoric în baza căruia facem referire la Toma Burte se intitulează "Prospectul stării școlilor populare pentru anul 1852/53", care pentru Rebra are următorul conținut:
- școală inferioară cu 2 clase, în limba română, se predă toată ziua feciorii și fetele separat, prunci buni de școală - 42, umblă la școală 23 feți, 8 fete, total 31 mai puțini cu 11, există școală de repetițiune (de duminica pentru elevii între 13-16 ani n.n.)cu 5 feți și 5 fete, umblă 10,învățătura se propune feților înainte de amiazăzi, iar fetelor după amiazăzi,la școala de repetițiune feții și fetele învață laolaltă;
- preot local Ioachim Pavelea - catehet(dascăl de religie), calificat de mijloc;
- venitul școlii cam 54 de florini din arendă;
- învățător Toma Burte, de 20 ani, cu 1 an de serviciu, diligență (hărnicie) mare, aptitudine mare, maniera cu pruncii bună, învață în școala comunală obiectele de învățăciune: Religia, Cunoașterea, împreunarea literelor, silabisirea și cetitul, Aritmetica, Scrierea și Cântările bisericești, vorbește limba română, are venit (salariu) 30 florini din casa comunală;
- săli de clasă una, cameră pentru învățător una, senatul școlar comunal: Ioachim Pavelea - preot, Ioan Tăut -jude, Lupu Năstuță, Zaharie Rus, Luca Burte, Manoilă Burte - bătrâni;
- venitul școlii din crâșmăritul pe trei luni, capitalul școlii 50 florini depuși la stat, rațiunile (cheltuielile) le duc judele, notarul și preotul[12].

Toma Burte era învățător provizoriu, cu curs pedagogic și purtare de mijloc apreciat de către oficialități cu rezultate mediocre. A murit în anul 1873 în marea epidemie de holeră ce a secerat în Rebra, între 3 septembrie și 6 octombrie, 46 de vieți.
Începând cu anul școlar 1862-1863 la școala din Rebra a fost încadrat învățătorul calificat, Zaharie Catarig, originar din Năsăud, care s-a stabilit în Rebra prin căsătorie, unde a rămas și a trăit pana în anul 1931. Când a venit ca dascăl, acesta nu a fost întâmpinat cu plăcere de către judele Ștefan Nedelea și consiliul local, pentru că numirea lui nu s-a făcut cu consultarea acestora și în plus diploma lui arăta că nu era bun la cântările bisericești, astfel că s-a cerut anularea numirii motivându-se că: "...noi numa atunci putem spera o bucurie după pruncii noștri, când pe lângă alte științe ce și le vor însuși prin propunerile învățătorului îi vom auzi în biserică, ori în alt loc, lâudând pe Dumnezeu, ca mai târziu să putem vedea și dintre dânșii, dacă nu altceva, batăr cantori buni, de care cum am zis, avem azi mare trebuință" . Zaharie Catarig s-a pensionat în anul 1886 pe motiv de boală, dar și forțat de autorități pentru că nu știa limba maghiară.
După pensionarea lui Zaharie Catarig, la 26 septembrie 1886, senatul școlar rebrean, cu aprobarea vicariatului și a consistoriului scolastic episcopal, la ales învățător pe Constantin Suci, fiu al fostului primar local George Suci, ce avea să rămână în memoria colectivă a Rebrei sub numele "Dascălul Costan". Constantin Suci absolvise Preparandia greco-catolică din Gherla în anul 1884, funcționase doi ani școlari în Bichigiu și avea să se pensioneze în anul 1906 îndeplinind mulți ani după pensionare până la moartea sa din anul 1930, și serviciul de notar cercual și comunal (secretar al primăriei). 
Iată cum era descrisă situația școlii din Rebra în anul 1888, la doi ani după venirea ca învățător Constantin Suci:
- Senatul școlar: Onisim Rotariu - președinte, Constantin Suci - notar, membri - Zaharia Catarig, Condrate Nedelea, Dumitru Rus, Vasile Pavelea, Luca Danci, Iacob Pop, Ioan D. Gavriloie, George Flore, Ștefan Nedelea;
- Personalul școlii: Director și catehet - Onisim Rotariu; Docente - învățător - Constantin Suci, de 24 ani, căsătorit, 2 copii, absolvent Preparandia Gherla, diploma de calificare luată la 4 iunie 1886, definitiv, vechume 4 ani, în Rebra de 2ani, salariu 200 florini, umblă la biserică cu elevii și cântă, membru al "Reuniunii Mariana", purtarea morală foarte bună;
- Numărul elevilor: - obligați pentru școală (între 6-15 ani) 157, între 6-12 ani la școala de toate zilele 115 din care 53 prunci și 62 fete, frecventau școala 74 din care 43 prunci și 31 fete, obligați pentru școală repetițională între 13-15 ani 42 din care 20 prunci și 22 fete, frecventau toți;
- Starea școlii: Localul era din lemn, cu o cameră de 6x5 m cu pământ pe jos, bănci erau 7, era

masă și scaun pentru învățător și un coastăn (dulap);
- Materiale de învățământ: o tablă mare din lemn, 20 de tăblițe din piatră mici pentru scris, 2

hărți - una a Comitatului Bistrița-Năsăud și una a Ungariei, o mașină de comput (socotit);
- Manuale școlare: Catehisme - autor Ioan Alecsi erau 10, Abecedare românești - autor Vasile Petri

erau 19, Legendare - autor Vasile Petri erau 12; Abecedare ungurești - autor Pudnaki erau 10, nu
existau manuale pentru Istoria Bibliei, Aritmetică, Geografie, Istoria Patriei, Științele Naturii;
- Se predau și se verificau acordându-se calificative și note la examenele semestriale la obiectele: Religia, Învățământul intuitiv - obiectele din casă, corpul omenesc, animalele domestice, materialele confecționate prin meșteșug, Limba Română și Limba Maghiară, Computul

(calcule simple cu cele patru operații), Geografia - școala, casa părintească, comuna, cercul ca unitate administrativă, și Comitatul Bistrița-Năsăud și cântul - cântările bisericești și cântările naționale precum: Latina gintă,Tricolorul, Răsunetul, Fiii României, Marș Ostășesc .
Începând cu anul școlar 1888-1889, dat fiind numărul mare de copii de vârsta școlară din sat (157 dintre care 115 între 6-12 ani și 42 între 13-15 ani), la Școala din Rebra a fost inființat al doilea post de învățător pentru care senatul școlar a numit pe invățătorul Ioan Mureșan originar din Mocod, iar la transferarea acestuia în Zagra, începând din septembrie 1890 pe Timoftei Nedelea, originar din Parva din familia lui Todor Scurtu, înfiat însă cu acte în regulă de către rebreanul Condrate Nedelea. Timoftei Nedelea, absolvent al Preparandiei din Gherla în anul 1890, clasificat al doilea între 21 de absolvenți, a fost învățător în Rebra doar 12 ani deoarece a murit tânăr, în vârstă de 32 de ani, în anul 1902.
Învățătorii ce i-au urmat pe Timoftei Nedelea și Constantin Suci au fost Dumitru Eremeiu începând din 16 septembrie 1903 și Ioan Boroș începând din 6 decembrie 1906:
Dumitru Eremeiu era originar din Rebrișoara și s-a născut în 27 octombrie 1878, în familia lui
Toader Eremeiu și a soției acestuia Tecla. A absolvit Gimnaziul din Năsăud în august 1895, 
înscriindu-se în anul școlar următor 1895-1896 la Preparandia din Gherla pe care a absolvit-o la 15 iunie 1898 al 7-lea din 28 de elevi. În toți anii studiilor la Gherla a primit ajutor bănesc
(bursă) de la Fondurile Școlare Grănicerești așa încât după absolvire, într-o scrisoare datată 30
iunie 1898 arăta printre altele: 
„... Așa absolvind preparandia, îmi exprim mult onoratei Comisii administratoare de fonduri centrale școlare și de stipendie, muțămită pentru ajutorul conferit și gustat.”—Dumitru Eremeiu
Dumitru Eremeiu era căsătorit din anul 1902 cu Maria Catarig l. Dumitru din Rebrișoara, așa încât, s-a stabilit în Rebra împreună cu familia în care i s-au născut doi fii: Aurel n. 26 noiembrie 1903 viitor jurist și Emil n. 21 aprilie 1905 - viitor medic. În timp, Dumitru Eremeiu a devenit o personalitate importantă a Rebrei, fiind directorul școlii, membru în consiliul local, cenzor al cooperativei și membru al comitetului bisericesc, și-a construit casă frumoasă cu toate anexele gospodărești pe ulița din dos pe locul Grădiniței de azi, și-a cumpărat pământ "Peste Apă", unde există în prezent localul claselor V-VIII al școlii și terenul de sport . A murit în 12 decembrie 1931, în vârstă de 53 de ani, împușcat cu o armă de vânătoare de către Ștefan Neamț, originar și el din Rebrișoara, stabilit în Rebra prin căsătorie cu Sara Grozav l. George din neamul Nătenilor. După spusele bătrânilor satului, Dumitru Eremeiu, descoperind la inventar în gestiunea cooperativei lipsă o sumă mare de bani, nu ar fi permis gestionarului, care era Ștefan Neamț, timp de grație pentru ca acesta să poată vânzând avere să acopere deficitul. A fost motivul pentru care Ștefan Neamț l-a ucis pe învățător, la intrarea în sat, când acesta se întorcea într-o căruță din Năsăud.
O soartă poate la fel de tragică a avut mai târziu, în anii comunismului familia fiului lui Dumitru Eremeiu, juristul Aurel Eremeiu, care acuzat fiind că a activat ca legionar, a fost condamnat politic la 25 de ani de închisoare și confiscarea averii. Eliberat, în anul 1964, când au fost scoși din temnițe toți deținuții politici, Aurel Eremeiu s-a stabilit în Beclean, unde fusese mutată forțat soția sa învățătoarea Eugenia n. Resteșan și a murit în anul 1970.
Ioan Boroș, născut în anul 1869, provenea din familia gospodarului Teodor Boroș și a soției acestuia Solomia din Culpiul de Câmpie - Mureș. Absolvise preparandia în anul 1889, obținând diplomă de învățător cu calificative bune atât la limba română cât și la limba maghiară. În anul 1889-1890 a funcționat ca învățător suplinitor în Măgheruș, având progres cu școlarii eminent și dobândind lauda senatului școlar de acolo, începând cu anul școlar 1890-1891 s-a transferat ca învățător definitiv în Mureșenii Bârgăului, iar din anul școlar 1894-1895 a fost învățător în comuna Șanț. S-a căsătorit în anul 1893 cu Lucreția Anuță locuitoare în Rebra, fiica fostului notar de cancelarie districtuală Ioan Anuță, originar din Rebra, așa încât atunci când, în anul 1906, prin pensionarea lui Constantin Suci, a devenit liber în Rebra un post de învățător a cerut și a obținut numirea pe acel post. Se vede că în comuna Șanț fusese apreciat și sprijinit, pentru că demisionând din școala de acolo, la 1 decembrie 1906, se adresa senatului scolar cu următoarele cuvinte: 
„..îmi dau abzicerea de la această școală, mulțămindu-vă din inimă pentru încrederea pusă în mine și pentru sprijinul ce bine a-ți voit a-mi da totdeauna în lungul meu servițiu de 13 ani, de când servesc această școală, dorindu-vă Domniilor Voastre conducătorii acestei școale, ca și pe viitor să vă deie Dumnezeu vouă stare și interesare spre binele și înflorirea acestei școli din cari azi, cu inima înlăcrămată mă despart.”—Ioan Boroș
Ioan Boroș a avut 5 copii - 1 fecior și 4 fete - dintre care a purtat la școli mai înalte doar pe  feciorul Patriciu - absolvent de gimnaziu și fiica Gvendolina - absolventă a Preparandiei din Gherla în anul 1921, cu ajutorul bunesc al fondurilor de burse grănicerești. Iată cum descria Ioan Boroș situația familiei sale în anul 1917, când se adresa fondului de burse năsăudean pentru un ajutor fiicei sale Gvendolina:
„Subscrisul am un fecior și patru fete pe cari din iubire și datorință părintească, din toate puterile mele mă silesc a-i crește în mod cuvincios, corespunzător unui învățător. Feciorul și două fete, pe anul școlar 1916/17 i-am școlarizat ca privatiști în gimnaziu pe clasele a doua și a patra, iar pe viitor m-am hotărât ca feciorul să continue studiile la acest gimnaziu și o fată la școala civilă din Bistrița, iar cealaltă absolventă de clasa a patra gimnazială să o înscriu la un curs preparandial, ori la confesional, ori la stat, unde va fi primită. Spesele școlarizării acestor 3 copii, în timpul prezent abnormal, sunt atât de îngreunătoare, încât în lipsa altei averi, numai din modestul salar învățătoresc, pe lângă cea mai mare sforțare și cruțare e imposibil a le suporta.”—Ioan Boroș
Localurile școlii:
- cel mai vechi local de școală din sat format din o sală de clasă s-a construit în anul 1819;
- între anii 1889-1890 s-a construit localul de școală de pe malul Văii Lungi, actualmente etajat, servind de cămin cultural;
- între anii 1948–1952 s-a construit localul din centru, iar între anii 1964-1968 localul de peste apa Rebrei al Școlii Generale nr. 1 cu clasele I-VIII;
- în anii 1960–1961 s-a construit localul Școlii Generale nr. 2 - Lunca Pietri, cu clase simultane I–IV;
- între anii 1994-1996 s-a construit localul grădiniței de pe ulița din dos.

În prezent învățământul preșcolar își desfășoară activitatea în două localuri, 
unde sunt cuprinși 110 copii preșcolari.Învățământul primar și gimnazial 
funcționează în 3 localuri care cuprind 420 elevi.Cadrele didactice care 
se preocupă de procesul de învățământ sunt în număr de 29: - profesori 14 
dintre care toți sunt calificați;învățători și educatoare 15, fiind toți calificați.

## Sportul
În prezent școala generală din localitatea Rebra cuprinde un cabinet medical individual cu dotări minime, unde își desfășoară activitatea un medic de familie și 2 asistente medicale.
Sportul în localitatea Rebra, s-a bucurat din totdeauna de o atenție deosebită din partea autorităților și a factorilor de răspundere de la nivel local.
Localitatea dispune de o bază sportivă care cuprinde un teren de fotbal, teren de handbal și unul de volei și tenis de câmp. Această bază sportivă privilegiată fiind așezată într-un cadru natural deosebit, în aproprierea râului Rebra și străjuită de o colină acoperită cu vegetație forestieră din care cauză aici în repetate rânduri și-au găsit plăcerea să se relaxeze la o partidă de volei cu echipa locală, echipele naționale de volei masculin și feminin. De asemenea se poate aduce aminte de echipa masculină de volei care în decursul anilor trecuți a înregistrat succese deosebite la nivel județean și interjudețean. Și nu în ultimul rând trebuie amintită echipa de fotbal în cadrul Asociației Sportive „Minerul Rebra” care a avut și are activitate deosebită la nivel județean.

## Viața religioasă
Date din trecutul istoric al parohiei și a bisericii din Rebra
Parohia Rebra Mare, după cum rezultă din actele publice ale acestui ținut ce avea originea de la anul 1400 începând de la această dată comuna apare sub denumirea de „Rebra Major”. Denumirea de Rebra derivă de la cuvântul „reber” care înseamnă „vale de munte”.
Despre construirea bisericii actuale sunt menționate următoarele:
- licitația pentru construirea bisericii a fost hotărâtă în ședința din 7 octombrie 1900;
- contractul de construcție a fost încheiat la 12 ianuarie 1901 cu maistrul întreprinzător Ioan Mureșan din Bistrița, pentru suma de 9800 forinți, respectiv 19600 coroane, precizându-se că lucrările vor începe la 1 mai 1901, până în toamnă biserica să fie sub acoperiș, urmând să fie terminată în anul 1902;
- iconostasul a fost lucrat de Ștefan Romischer din Aldorf (Livezile), pentru 1580 de forinți;
- sfințirea a fost oficiată la 26 octombrie 1902 de vicarul foraneu unit al Năsăudului, Ciril Deac, împuternicit în acest sens de Ioan Georgiu, vicarul general al Episcopiei greco-catolice de Gherla.[24]

Preoții care au slujit în această parohie se cunosc a fi:
(preoți greco-catolici)
- Pop Vasile în 1698
- Popa Nicoară și Popa Nicolae în 1711
- Popa Filip în 1715
- Popa Vasile Văleanu și popa Ion Miron în 1733
- Popa Grigore si popa Vasile Savu în 1750
- Popa Natu din 1790 până în anul 1813
- Simion Mădălean, între anii în 1814-1831
- Ion Mureșan, Ion Lazar, Grigore Pop, Anton Coșbuc, Luca Moldovan - ca preoți suplinitori, titulari în localitățile învecinate Rebrișoara, Năsăud, Nepos, Feldru, Parva, între anii 1831-1834
- Nicolae Georgiță între anii 1834- 1847
- Ioan Sângeorzan - preot paroh în Parva, care a administrat și parohia Rebra între anii 1847-1850
- Ioachim Pavelea, între anii 1850-1857
- Ioan Sângeorzan, între anii 1857-1877
- Onisim Rotaru, între anii1877-1915
- Teofil Rotaru, între anii 1915-1941
- Petru Tofan, între anii 1941-1945, transferat în parohia Nepos;
- Ștefan Mureșan  din anul 1945 până în 1948 (paroh greco-catolic), continuând ca preot ortodox până la 1 octombrie 1981, când parohia ortodoxă Rebra devine vacantă.
- Vasile Văleanu și Ion Miron între anii 1733-1763;
- Vasile Savu între anii 1763-1790;
- Popa Natu între anii 1790-1813;
- Simion Mădălean între anii 1813-1831;
- Ion Mureșan, Ion Lazăr, Grigore Pop, Anton Coșbuc, Luca Moldovan, între anii 1831-1834, ca preoți suplinitori, parohi titulari în localitățile învecinate, Rebrișoara, Năsăud, Nepos, Feldru, Parva
- Nicolae Georgiță între anii 1834-1847;
- Ioan Sângeorzan - preot paroh în Parva, care a administrat și parohia Rebra între anii 1847-1850;
- Ioachim Pavelea între anii 1850-1857;
- Ioan Sângeorzan - preot paroh în Parva, care a administrat și parohia Rebra din nou între anii 1857-1877;
- Onisim Rotaru între anii 1877–1915;
- Tudor-Teofil Rotaru între anii 1915–1941;
- Petru Tofan între anii 1941–1945 - transferat în parohia Nepos;
- Ștefan Mureșan  din anul 1945 până în 1948 (ca paroh greco-catolic), continuând ca preot ortodox până la 1 octombrie 1981, când parohia ortodoxă Rebra devine vacantă.
- Teodor Nedelea, între anii 1981-2014
- Plăian Doru Leontin din 2014, până în prezent[25]

La 1 decembrie 1981 în această parohie este instalat noul preot Teodor Nedelea, originar din Rebra.
În anul 1983 biserica a fost parchetată, s-au cumpărat covoare și cărți de slujbă. Pentru toate acestea Arhiepiscopul ortodox al Clujului, IPS Teofil Herineanu, la invitația preotului paroh Teodor Nedelea, a făcut o vizită canonică și a oficiat o „Sfântă Liturghie Arhierească” în biserica satului. În perioada 1984-1985 s-a construit o nouă casă parohială, deosebită în toată  Arhiepiscopiea ortodoxă clujeană, astfel că la 12 iunie 1985, PS Episcop-vicar, Iustinian Chira Maramureșanu, a oficiat Liturghia arhierească făcând și sfeștania la noul edificiu parohial. Pentru aceste realizări preotul Teodor Nedelea a fost distins cu gradul de iconom, cu dreptul de a purta brâu roșu. În perioada 1986-1995 s-au făcut lucrări majore la biserică. În interior s-a executat o nouă pictură în tehnica tempera, iar în exterior biserica a fost tencuită în terasit. Pentru toate aceste lucrări la 1 octombrie 1995 a avut loc resfințirea bisericii de către PS Episcop-vicar, Irineu Pop Bistrițeanu, care a ridicat pe preotul paroh Teodor Nedelea la treapta de iconom stavrofor, cu dreptul de a purta cruce pectorală. În anul 2001 biserica a fost dotată cu încălzire centrală. Tot pe timpul Pr. Teodor Nedelea, mai precis în anul 1993 s-a sfințit noua „Mănăstire” din localitatea Rebra, stareț fiind arhimandritul Paisie Iloaie . Astăzi mănăstirea, cu hramul "Sfinții Apostoli Petru și Pavel" are o obște de peste 30 de călugări, fiind condusă de Preacuviosul Părinte stareț Simeon. Pe lângă biserica așezământului au fost ridicate și chiliile pentru călugări.
În semn de cuvios respect și bună amintire, dăm câteva informații și despre preoții din vechime ce au păstorit în parohia Rebra un timp mai îndelungat.
- Simion Mădălean - absolvent al Institutului Militar din Năsăud - a slujit în biserica din Rebra de la moartea popii Natu în 1813, până în anul 1831, când a murit de lungoare (aprindere de intestine)[26]. Soția acestuia, preotesa Maria, mai trăia încă în anul 1864, era foarte bolnavă, a murit în anul 1868, la vârsta de 78 de ani și viețuise cu soțul 30 de ani, avea casă și se întreținea din propria gospodărie[27].
- Nicolae Georgiță - strămoș, prin feciorii săi Ion și Macidon, ai tuturor rebrenilor ce poartă numele de familie Georgiță, s-a născut în Rebra în anul 1809, a urmat Școala normală greco-catolică din Năsăud[28].  A ajuns până la gradul de caporal, ca preot militar, în cadrul Regimentului de graniță năsăudean. În anul 1834 a fost hirotonit și a devenit preot în Rebra, părinte spiritual al rebrenilor până în anul 1847, când a murit de tuberculoză[29]. Soția acestuia, preoteasa Saveta, avea în anul 1864, vârsta de 65 de ani și trăise căsătorită cu preotul 35 de ani, avea casă și gospodărie proprie[27].
- Ioachim Pavelea - s-a născut în anul 1813 în localitatea Salva, a fost hirotonit în anul 1847 și până în mai 1851, când a venit ca preot în Rebra, a fost capelan (preot ajutător) în comuna sa natală. A murit în 9 mai 1857, în vârstă de 44 de ani, fiind înmormântat în Salva, în cimitirul bisericii (pe Mocirlă) de după râu. Dintr-o informare despre înmormântarea lui Ioachim Pavelea, trimisă vicarului unit din Năsăud de către preotul sălăoan, Petru Pavelea, am aflat că oficierea înmormântării s-a făcut de către preoții Grigore și Ștefan Pop din Rebrișoara, Ioan Lazăr din Năsăud, Sebastian Coșbuc (tatăl poetului George Coșbuc) din Hordou, Ștefan Mani din Zagra, Leon Vertic din Mocod și Vasile Șoldea din Mititei. Cheltuielile de înmormântare s-au plătit prin vânzarea a doi boi și două vaci. Feciorii preotului Ioachim au fost Vasileși Teodor. Vasile, născut în anul 1847, a moștenit din averea din Rebra a tatălui preot,14 iugăre teren arabil, 12 iugăre fânaț și 10 iugăre pășune, întemeindu-și familie și rămânând gospodar în sat[30]. Teodor, născut în anul 1849, a moștenit o parte din averea tatălui și a mamei, preoteasa Nastasia, din Salva, unde s-a și stabilit[31].
- Ioan Sângeorzan - preot paroh în Parva a primit în urma morții lui Ioachim Pavelea îngăduința de a administra și parohia Rebra, unde a slujit timp de 20 de ani. Acesta se deplasa din Parva în Rebra cu trăsura ori cu sania pentru săvârșirea Sfintelor Taine ale botezului, căsătoriei, ori a morții, de câte ori era nevoie și tot a doua duminică și de sărbători pentru Sfânta Liturghie. S-a născut în anul 1825, a fost hirotonit în anul 1850, era căsătorit și avea 6 copii (4 fete și 2 feciori)[32]. Din anul 1859, când parohia rebreană era administrată de către preotul Sângeorzan, dintr-o situație înaintată vicariatului unit de la Năsăud, s-au găsit informații interesante despre sat și biserică. Astfel, în sat erau 99 de familii și case; trăiau 400 bărbați și 373 femei; biserica era din lemn, de 6 stânjeni lungă, 1,5 stânjeni înaltă și 2,5 stânjeni lată (1 stânjen=1,896 m) - "foarte mică și de tot slabă, ar fi de lipsă alta nouă"; cimitirul avea 18 stânjeni de lung și 12 stânjeni de lat - parte îngrădit cu piatră, parte cu nuiele; veșminte preoțești erau "toate cele de lipsă"; clopote erau 2 bucăți; satul avea învățător, avea casă parohială; biserica avea 3 pământuri și grădină de o jumătate de iugăr pe care o îngrijea Solomon Mare; cantor era Petre Capătă; făt era Iacob Isip; curatorii bisericii erau Tănase Nedelea și Andrei Rus[33].
- Onisim Rotariu - originar din Feldru, s-a născut în anul 1849 în familia gospodarului Larion Rotariu. A urmat Gimnaziul grăniceresc greco-catolic de la la Năsăud, obținând diploma de maturitate cu calificativul foarte bine, în anul 1871, după care s-a înscris și a frecventat cursurile teologice la Academia teologică de la Gherla, fiind hirotonit ca preot la absolvire, în anul 1875[34]. La începutul carierei a fost preot paroh în satul Ragla de lângă Bistrița, după care începând cu anul 1877 a slujit timp de 38 de ani ca părinte spiritual al rebrenilor. A fost căsătorit din anul 1875 cu Ana Georgiță, fiica învățătorului Iosif Georgiță, originar după tată, din Rebra. După moartea sa întâmplată în urma unei pneumonii, în anul 1915, i-a urmat ca preot paroh în Rebra până în anul 1941, fiul lui, Tudor-Teofil Rotariu. Onisim Rotariu era înzestrat cu deosebit har preoțesc, dragoste  pentru credincioși, a fost un bun gospodar al bunurilor parohiei române unite din Rebra, cu o deosebită vocație de constructor și administrator. Pe vremea sa biserica din Rebra a ajuns să posede pământuri de 54 de iugăre și 24 stânjeni și casa parohială de la podul din jos al satului, clădire ce a dăinuit până la construirea actualei case parohiale. Sub conducerea sa, în calitate de președinte al senatului școlar, s-a construit în anii 1889-1890 un nou local de școală confesională, cu trei săli de clasă - actuala clădire etajată a căminului cultural -, iar începând cu anul 1901 s-a ridicat actuala biserică de zid din centrul satului, sfințită la 26 octombrie 1902 de către un sobor de preoți conduși de vicarul foraneu al Năsăudului, Pr. protopop Ciril Deac[35].

Pe raza localității Rebra întâlnim și cultul Penticostal și cultul  Adventist de ziua a șaptea. Cultul Penticostal a apărut în localitate, sub influența bisericii penticostale din satul învecinat Nepos, prin activitatea de prozelitism a prezbiterului neposan Doniză Pop. Intre cele două războaie mondiale existase în Rebra o singură familie de penticostali, cea a lui Petre și Sara Bachiș ce locuia pe Valea Bâdiului. Întemeierea cultului a avut loc la 6 august 1948 când în Rebra s-a oficiat primul botez penticostal, în apa Rebrei, la locul din jos de puntea de la Valea Lupului, a 7 localnici rebreni, și anume: Cicai Leon, Rus Alexandru cu soția sa Măriuța, Rus Dumitru cu soția Varvara, Pop Sara născută Năstuță și Rus Maria soția lui Rus Ștefan zis Tulipău. În timp numărul penticostalilor rebreni a crescut ajungând în anul 1998 la 315 botezați și 337 aparținători, peste 150 de credincioși fiind plecați în alte localități din țară și străinătate. Conducerea bisericii penticostale din Rebra a fost asigurată în timp de responsabilii locali Rus Dumitru, Călini Dumitru, Ciocan Mihăilă, Rus Ion și Capătă Dumitru. Merită nominalizați diaconii locali Rus Dumitru, Buhai Ștefan, Isip Iacob, membrii comitetului de conducere Nedelaea A. Ion, Nedelea D. Ion, Rus Dumitru, Rus Iacob, Scurtu Vasile, Năstuță Ștefan, Cozan Ion și păstorul Larion Cozan care au contribuit mult la consolidarea acestei biserici și construirea impunătoarei case de adunare din sat.   
Populația care aparține cultelor religioase legal recunoscute se manifestă liber și neîngrădit cu orice ocazie și în locurile pe care aceasta le crede de cuviință, în limitele dispozițiilor legale în vigoare.

## Lăcașuri de cult
- Mănăstirea "Sf. Apostoli Petru și Pavel", din localitatea Rebra nr. administrativ 576.

## Obiective turistice
- Rezervația Tăușoare-Zalion (71 ha).